# Tintagel

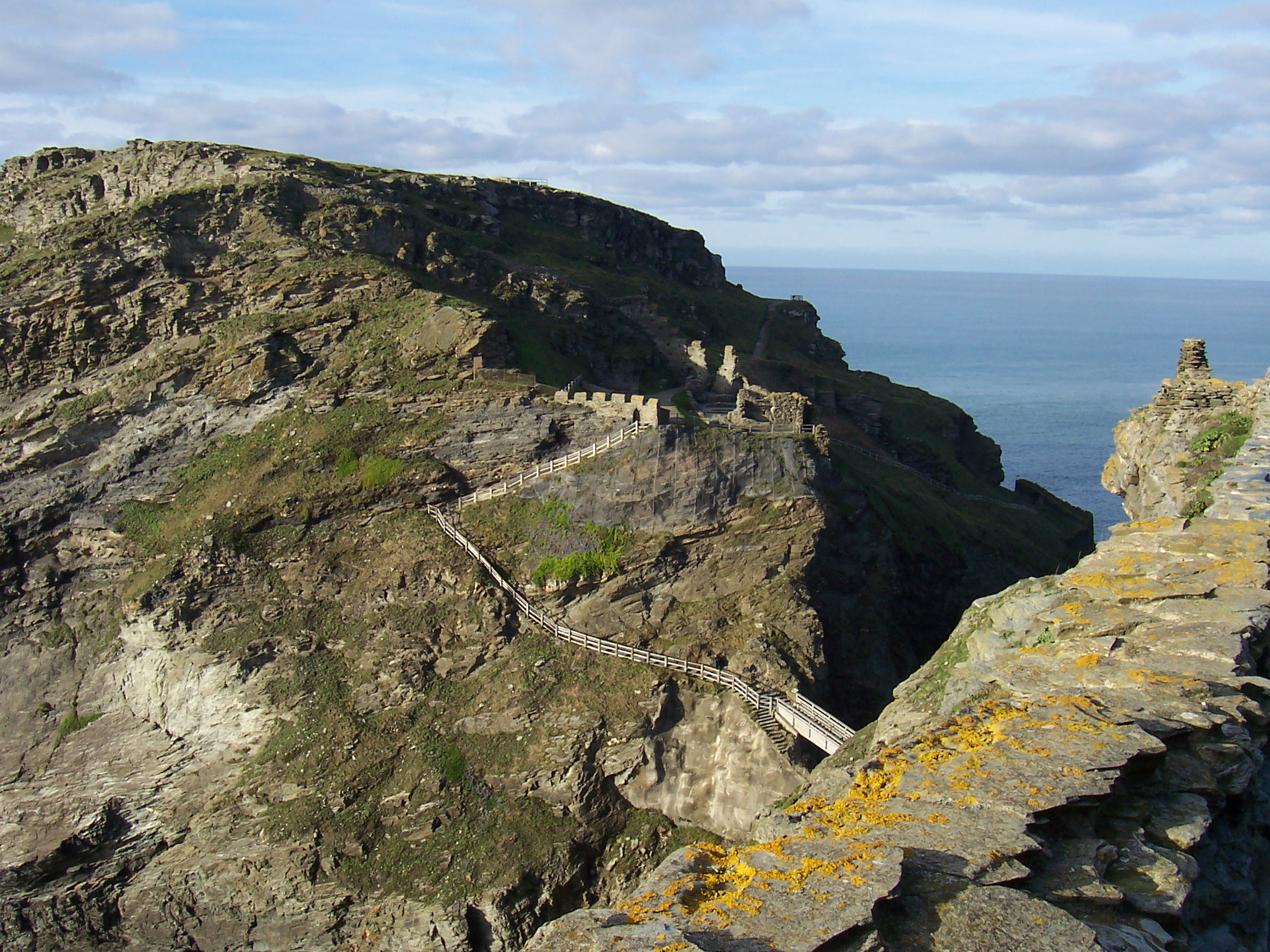
Ruinas del castillo de Tintagel.

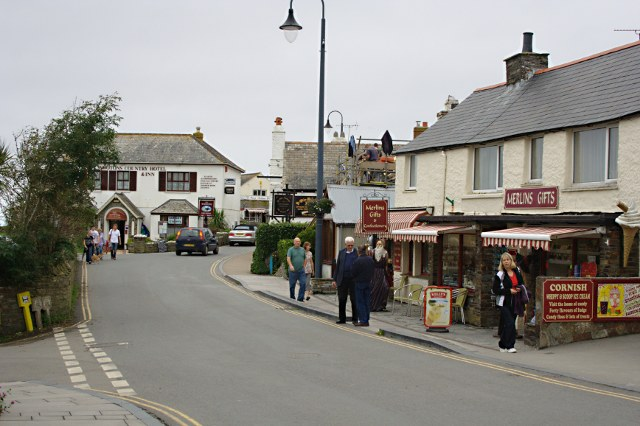
Trevena.

Situada al norte de la costa atlántica de Cornualles, en el Reino Unido, la aldea de Tintagel (/tɪnˈtædʒəl/) y su vecino Castillo de Tintagel son asociados estrechamente con la leyenda del Rey Arturo y los Caballeros de la Mesa Redonda. Por lo mismo, es una gran atracción turística en la región.
El actual Tintagel era originalmente conocido como Trevena (en idioma córnico: Tre war Venydh). Fue mencionada por primera vez como uno de los posibles lugares de origen del rey Arturo por el historiador galés Godofredo de Monmouth en su libro Historia Regum Britanniæ en el siglo XII. El poeta Lord Alfred Tennyson también relacionó de la misma manera al rey con Tintagel, en su obra Idilios del Rey. Igualmente, en el libro de la Edad Media Tristán e Isolda es en este castillo donde vive el tío de Sir Tristán de Leonis, el rey Marco de Cornualles.
Pero sobre los anteriores se le relaciona fuertemente con el duque Gorlois, primer esposo de Igraine, madre del rey Arturo.